# Sparkman & Stephens

Sparkman & Stephens Inc. är en amerikansk yachtkonstruktionsfirma, som grundades 1929 av Drake Sparkman, Olin J. Stephens och Roderick "Rod" Stephens.
Firman fick 1936 uppdrag av Harold “Mike” Vanderbilt för ett America’s Cup-syndikat att rita J-klassyachten Ranger, som vann 1937 års America’s Cup. Under andra världskriget medverkade Sparkman och Stephens i konstruktionen av amfibiefordon General Motors DUKW och Ford GPA för den amerikanska armén.
Under 1950-talet byggde Stockholms Båtbyggeri de två havskappseglingsbåtarna S/Y Ballad och S/Y Refanut för svenska köpare.
Sparkman & Stephens ritade under åren 1967–1979 15 segelbåtsmodeller för Nautor's Swan bland andra Swan 36 och Swan 67.
Sparkman & Stephens köptes 2018 av Donald Tofias.

## Segelbåtar och båtmodeller i urval
- Entypsbåten Lightning, 1938
- S/Y Ballad, byggd 1950 av Stockholms Båtbyggeri
- S/Y Refanut, byggd 1955 av Stockholms Båtbyggeri
- S/Y Anitra, 1959
- Swan 36, 1967
- Swan 65, 1971

## Bildgalleri

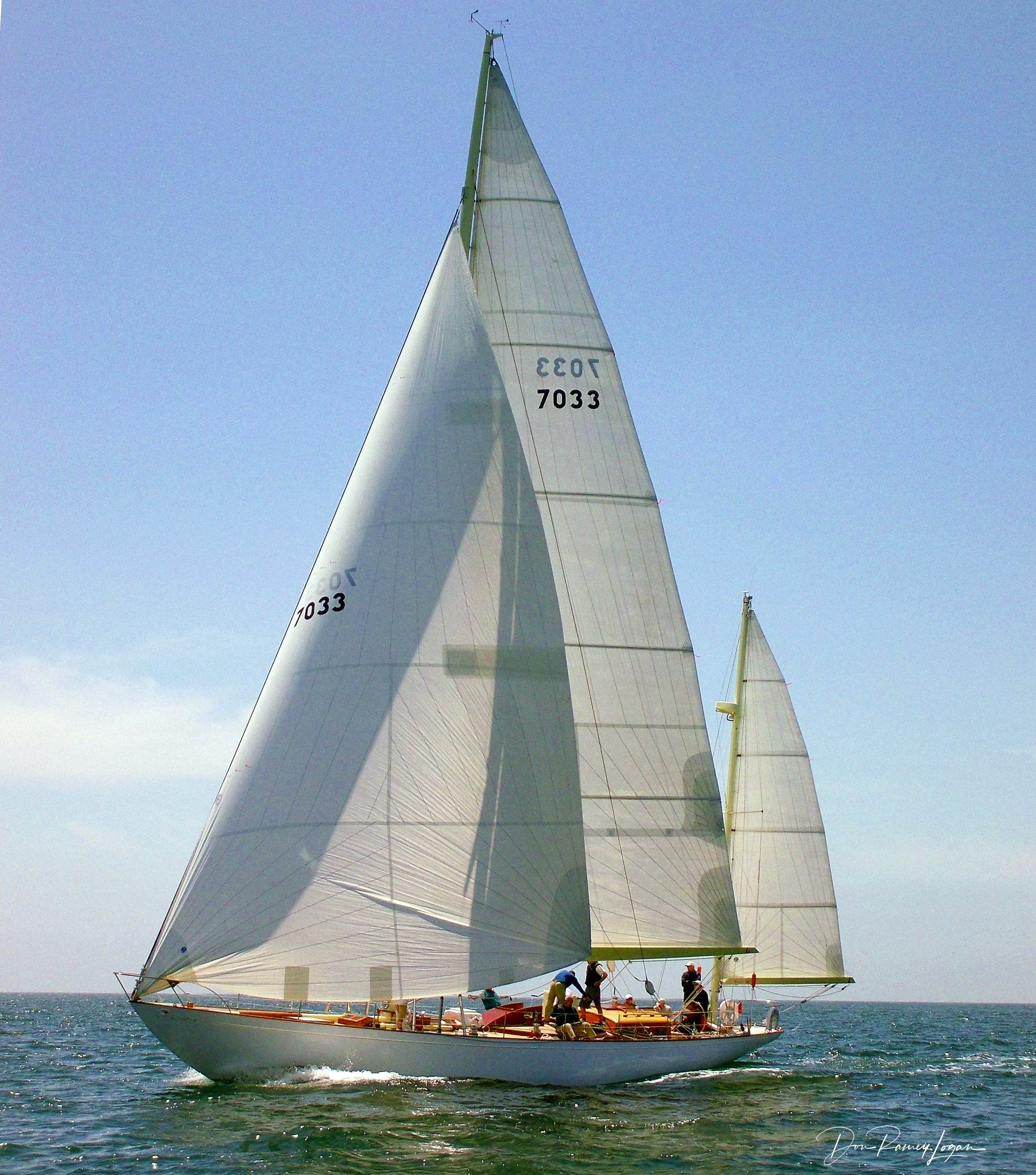
Den 16 meter långa yawlen Dorade, 1930
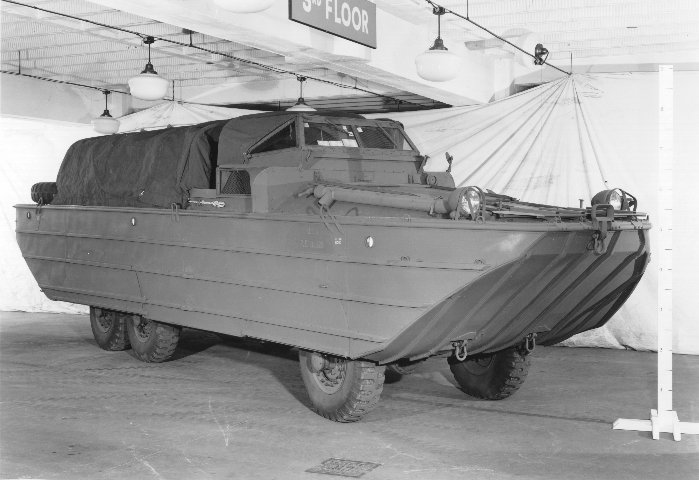
Amfibielastbilen DUKW
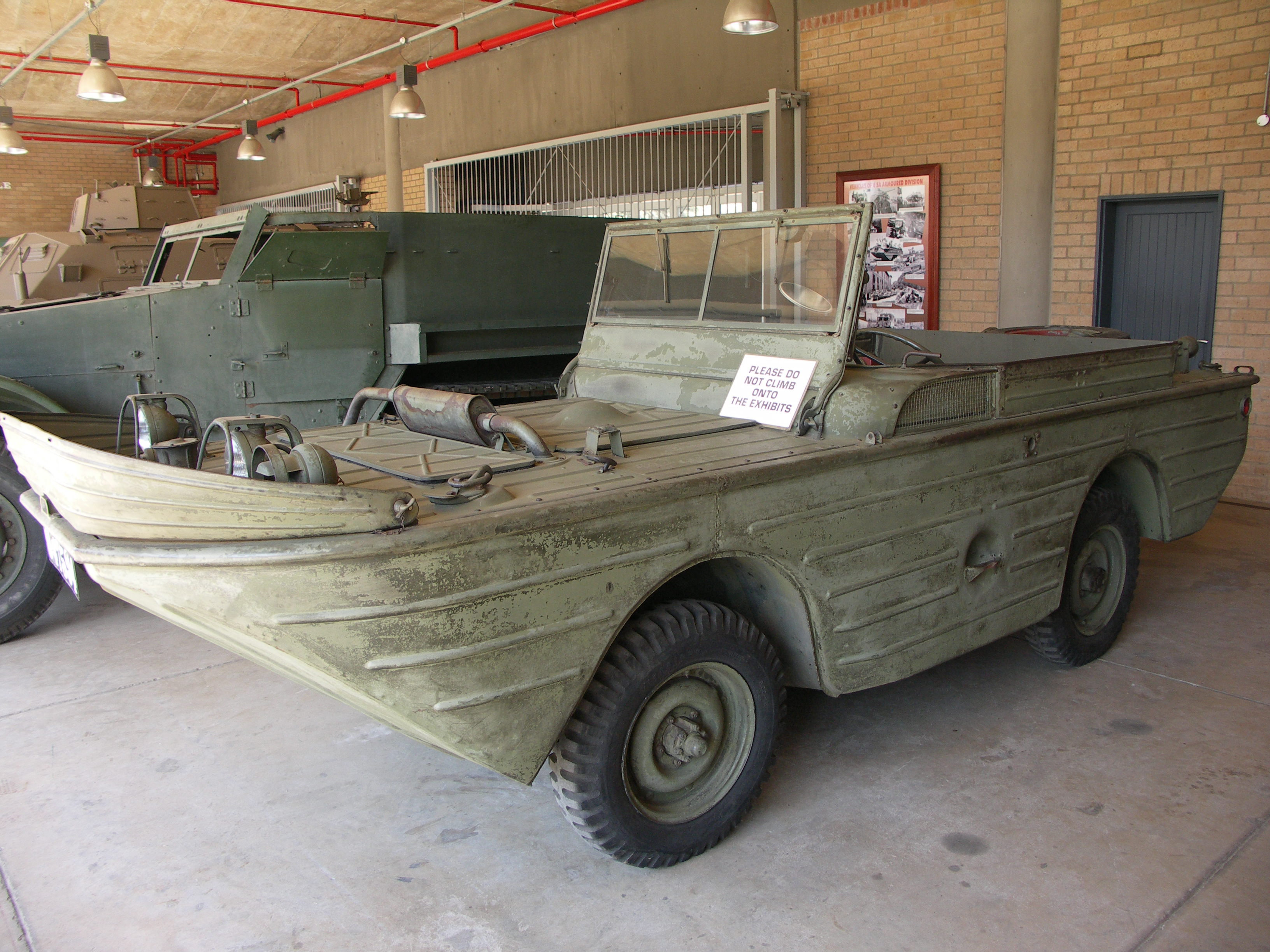
Amfibiejeepen Ford GPA
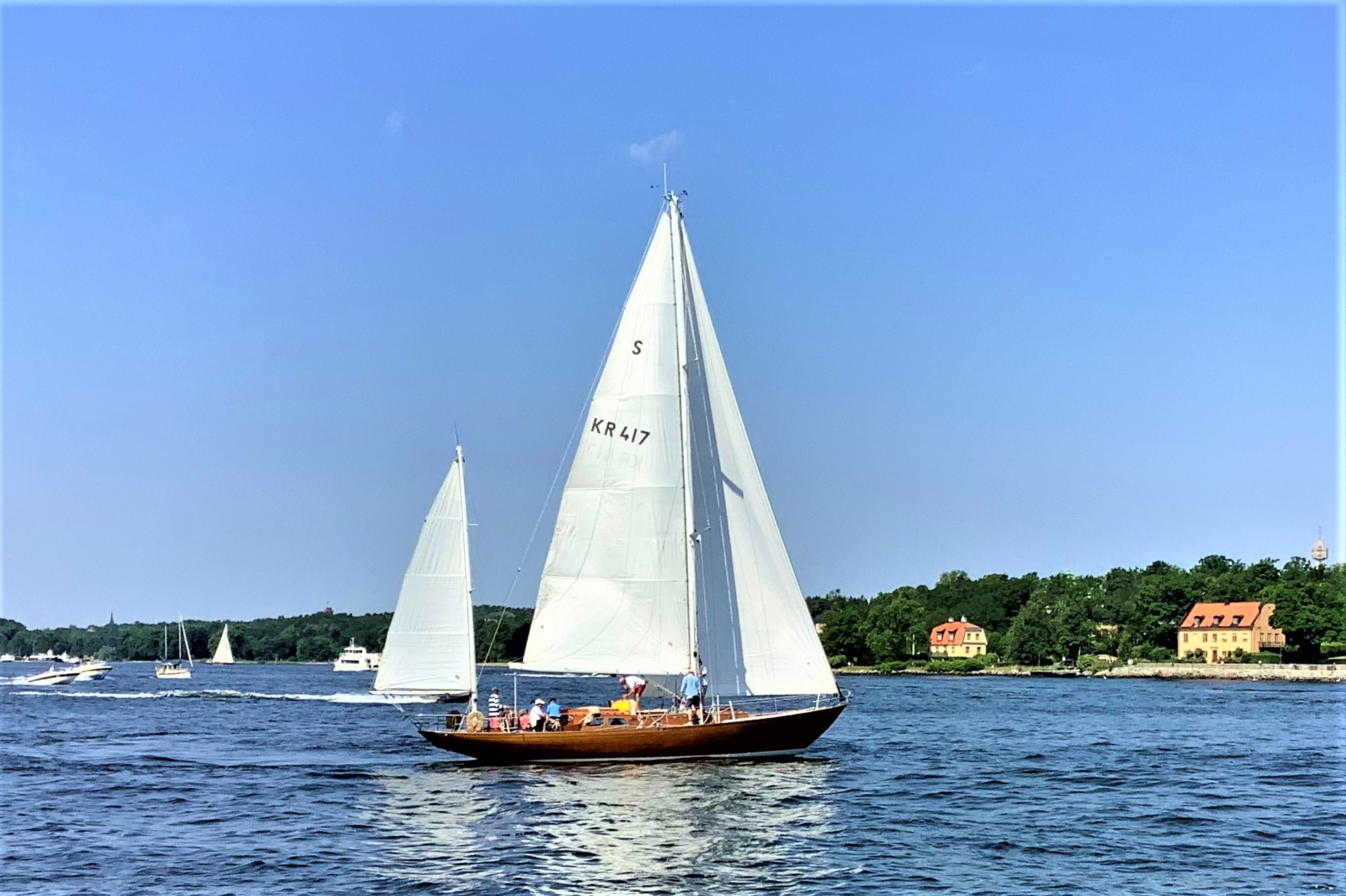
S/Y Anitra, Big Boat Race i Stockholm, 2021
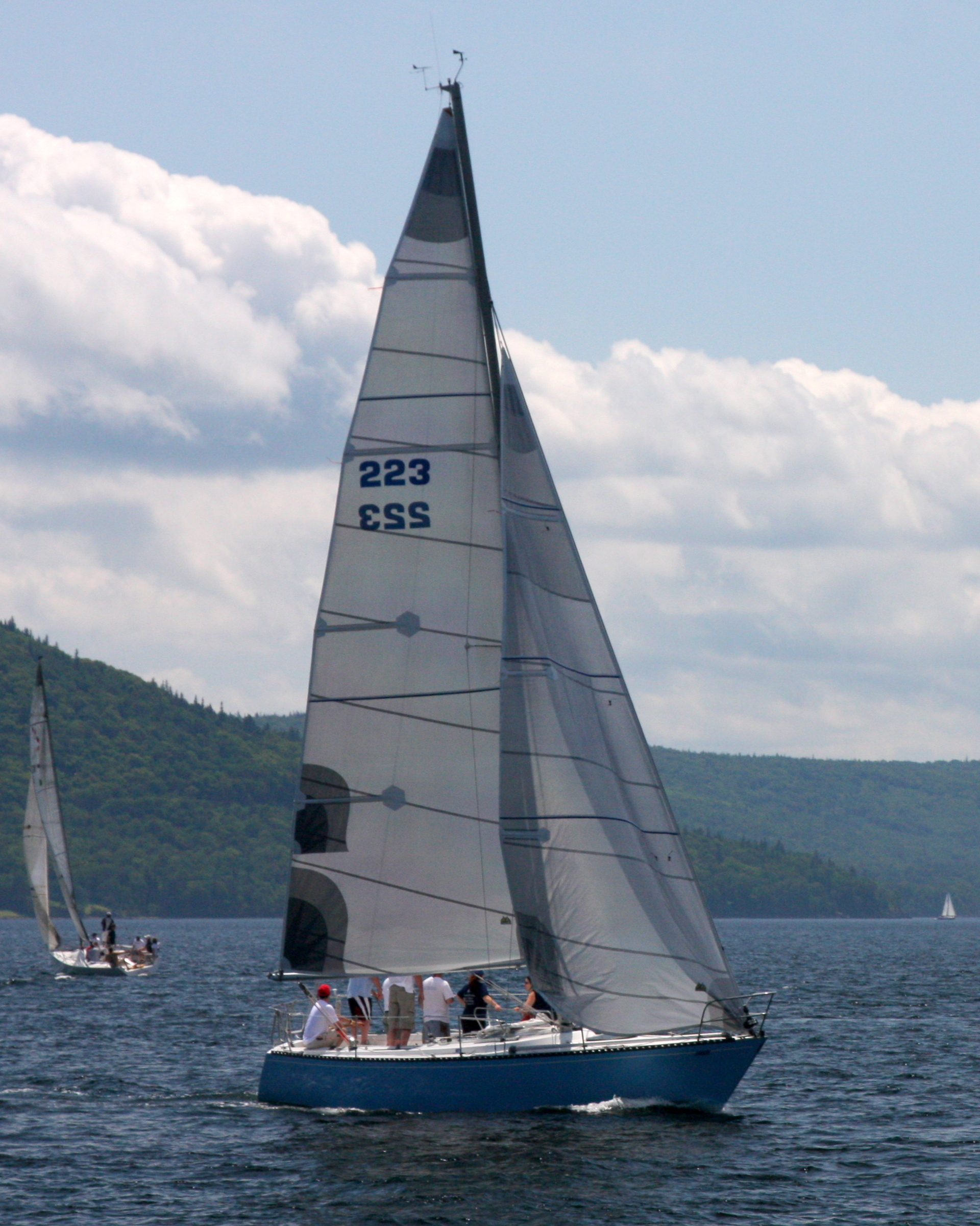
En Tartan Ten, ritad 1978
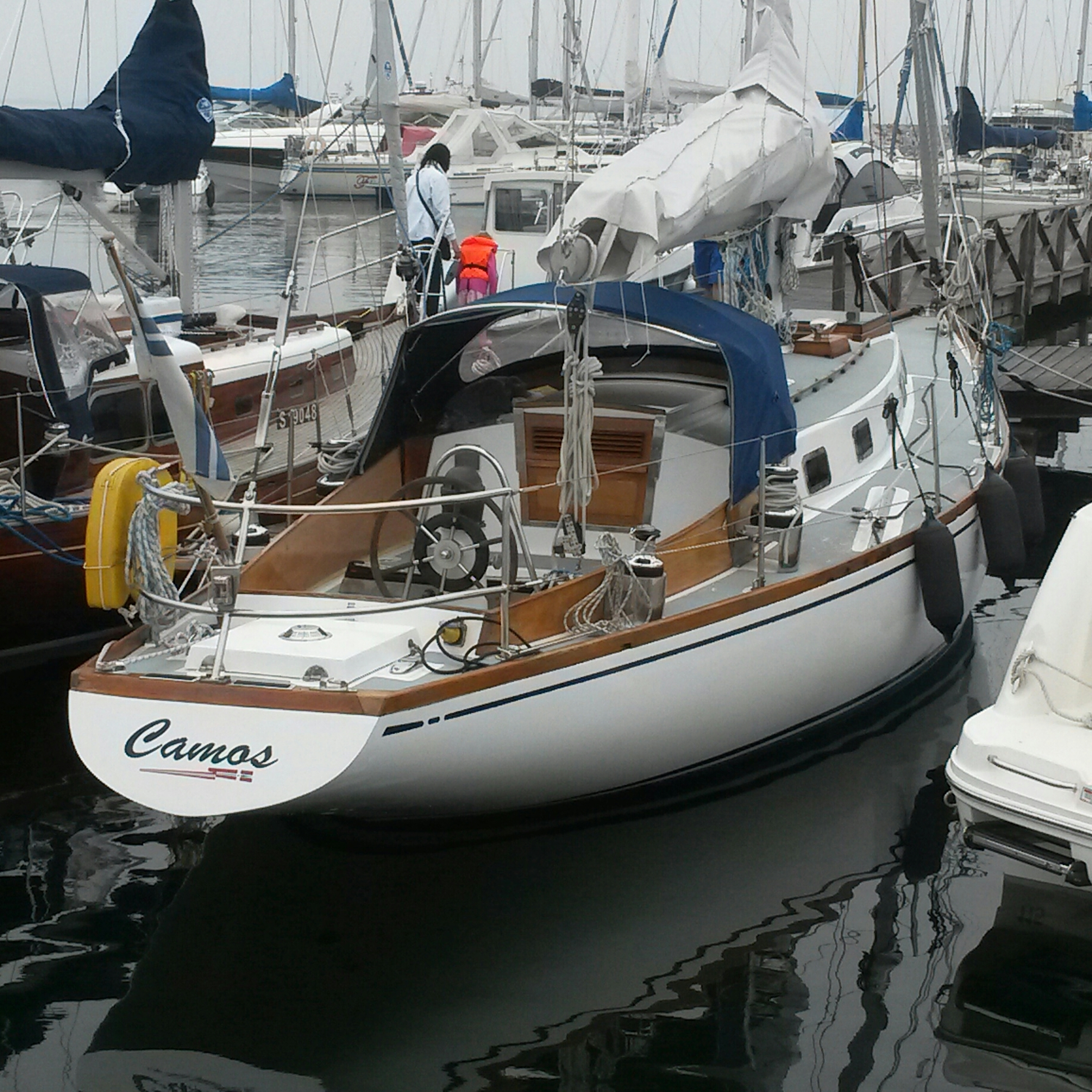
En Swan 36
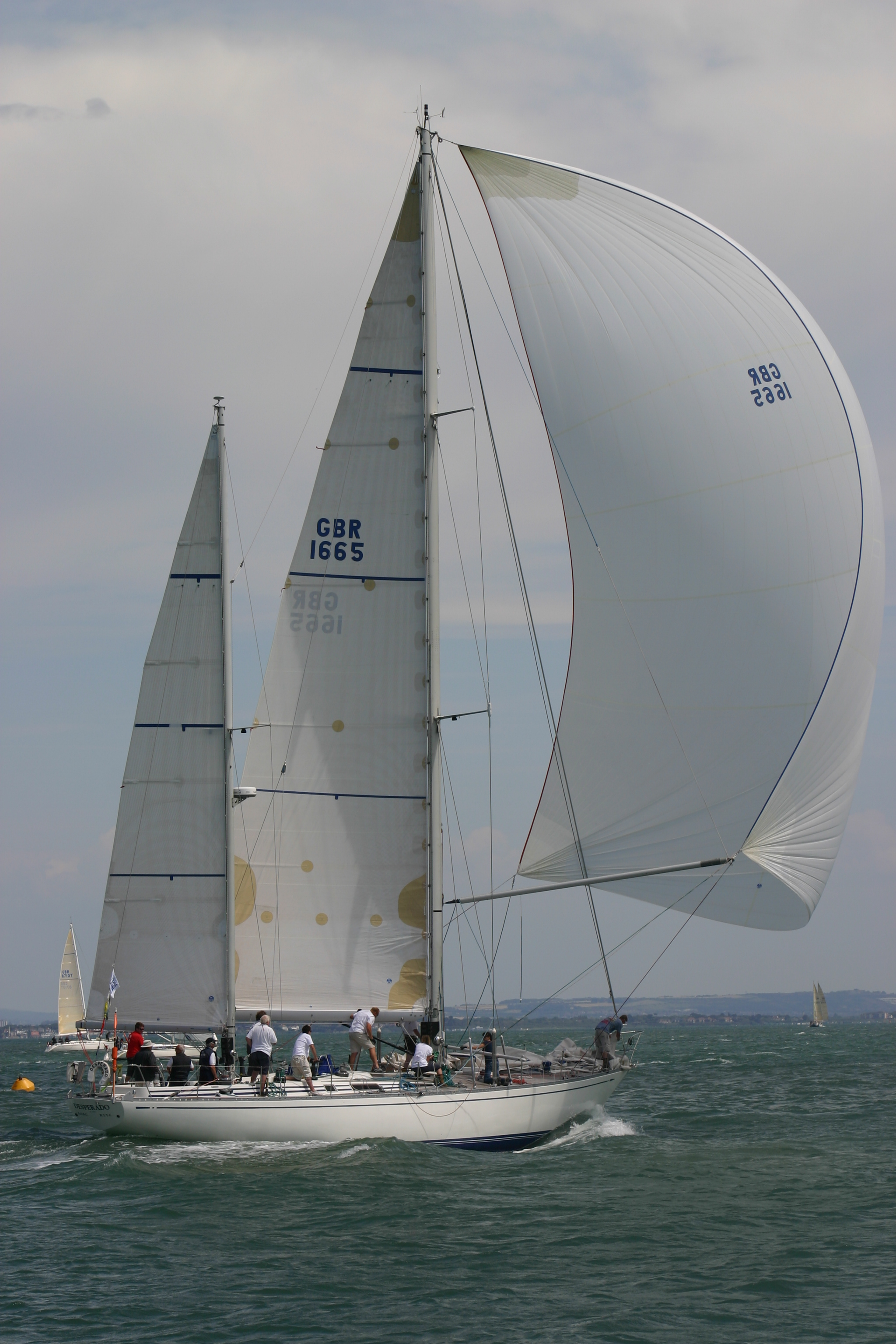
En Swan 65
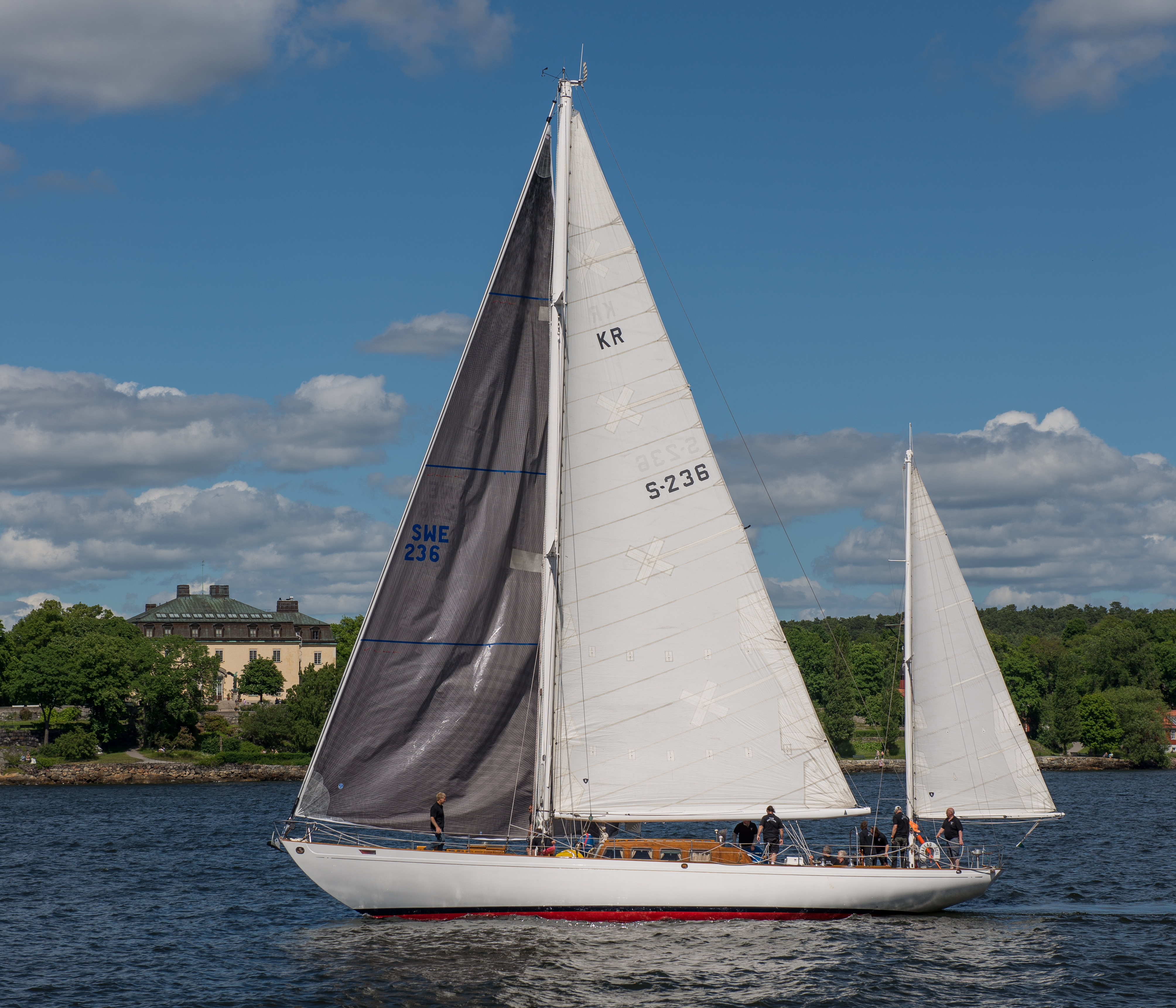
S/Y Ballad
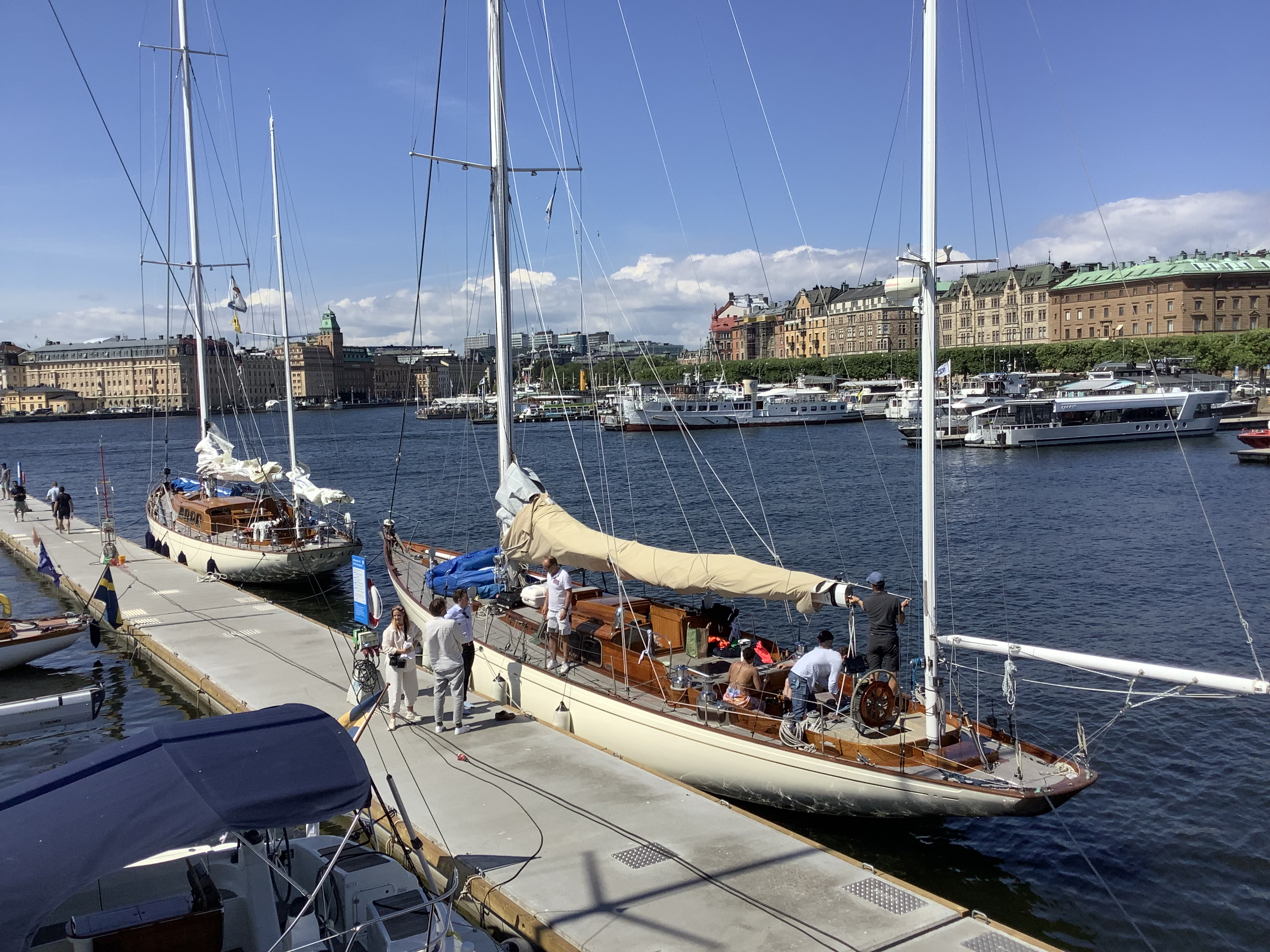
S/Y Ballad och S/Y Refanut i Stockholm, 2021